# Neotomoxia
Neotomoxia là một chi bọ cánh cứng trong họ Mordellidae.
Chi này được miêu tả khoa học năm 1950 bởi Ermisch.

## Các loài
Chi này gồm các loài:
- Neotomoxia castaneroides Ermisch, 1950
- Neotomoxia curticornis Ermisch, 1967
- Neotomoxia curvitibialis Ermisch, 1967
- Neotomoxia robusta (Pic, 1931)